# Huey Newton
Huey Percy Newton (Monroe, 17 de fevereiro de 1942 – Oakland, 22 de agosto de 1989) foi um revolucionário norte-americano. Ele foi co-fundador, líder e inspirador dos Panteras Negras, uma organização política negra voltada para a luta pela igualdade  racial nos Estados Unidos, fundada em 1966 na Califórnia.

## Biografia
Ainda estudante, Newton envolveu-se com a política, filiando-se à Organização Afro-Americana e foi uma figura-chave na introdução do primeiro curso de história afro-americana no currículo do Merritt College, onde estudava.
Inspirado em  Malcolm X e outros pensadores de esquerda, Huey juntou-se ao colega Bobby Seale  em outubro de 1966, para fundar o Partido Pantera Negra para Auto-defesa, no qual ele assumiu as funções de "ministro da Defesa", enquanto Seale era o presidente.
A primeira iniciativa de Huey e Seale foi acabar com o abuso de poder cometido pela polícia branca contra os cidadãos da comunidade negra de Oakland. Newton conhecia o Código Penal da Califórnia e seus artigos relativos ao uso de armas de fogo, e começou a persuadir os cidadãos negros da cidade a exercerem seu direito legal de portarem armas em público, para defesa própria. Membros dos Panteras Negras carregando rifles e revólveres passaram a patrulhar locais onde a polícia era acusada de cometer crimes de motivação racial contra a comunidade negra, de maneira a acabar com os abusos policiais, e foram  fortemente apoiados pela comunidade negra. Além das patrulhas armadas, Newton cuidou do lado social, criando um programa de alimentação matinal diária para as crianças negras pobres da região.
Na madrugada de 28 de outubro de 1967, Newton foi parado em sua patrulha pelos bairros negros de Oakland pelo policial John Frey, que tentava desarmar e desencorajar a utilização dessas patrulhas. Com a chegada de seu parceiro de ronda, Herbert Heanes, tiros foram disparados no local, com os três envolvidos caídos feridos no chão. Frey foi atingido por quatro tiros e morreu logo depois, enquanto Huey e o outro policial foram feridos. Levado ao hospital, versões testemunhais afirmaram que ele foi espancado no leito até ficar inconsciente por diversos policiais, mesmo ferido à bala.
Levado à julgamento pela morte de Frey, Huey Newton foi condenado por crime culposo, isto é, não intencional, cometido no calor de uma discussão’, passível de pena entre dois e quinze anos de cadeia. Em maio de 1970, foi libertado após a corte de apelação da Califórnia ter ordenado outro julgamento, uma vez retiradas as acusações contra ele pela promotoria do Estado da Califórnia.
Durante o início da década de 1970, desenvolveu uma estreita amizade com David Horowitz, em sua fase de militância à esquerda. Horowitz, mais tarde, retratou Newton como um pouco de gângster, terrorista, intelectual e celebridade de mídia. Como parte de seu trabalho em conjunto com Newton e os Panteras, Horowitz ajudou a arrecadar dinheiro e financiar uma escola para crianças pobres em Oakland.
Horowitz recomendou que Newton contratasse Betty Van Patter como contadora dos Panteras, e seus serviços foram aceitos pela organização. Porém, em dezembro de 1974, o corpo de Van Patter foi encontrado flutuando no porto de São Francisco. Horowitz concluiu que os Panteras Negras estavam por atrás de seu assassinato e a sequência de fatos o levou a romper com a militância esquerdista e se tornar um ícone do conservadorismo americano.
Formado em Direito pela Universidade da Califórnia em 1974, Newton foi acusado neste mesmo ano do assassinato de uma prostituta de 17 anos, Kathleen Smith. Caçado pelo FBI – que durante os anos de apogeu dos Panteras foi sempre o grande inimigo da organização – ele fugiu para Cuba, onde passou três anos em exílio. Voltou aos EUA em 1977 para enfrentar as acusações, segundo ele porque o clima político no país havia mudado e ele agora acreditava ser possível ter um julgamento justo. Como as provas da acusação contra ele eram apenas circunstanciais, Huey foi absolvido do assassinato da adolescente. Em 1980, tornou-se Phd em Filosofia pela Universidade da Califórnia em Santa Cruz. Em 1984 foi internado por problemas relacionados ao abuso de drogas.

## Morte
Em 22 de agosto de 1989, Huey Newton foi assassinado a tiros em Oakland, Califórnia. A versão policial é de que ele teria sido morto por um traficante de 25 anos, Tyrone Robinson, membro de uma gangue de rua chamada Black Guerrilla Family, com quem se envolvera durante a década de 1980, depois de deixar um ponto de drogas em Lower Bottoms, em West Oakland. Foi transformado em ícone da cultura negra americana e de rappers mais combativos, que o homenageiam em diversas músicas e consideram sua morte o resultado de um assassinato político, praticado pelas autoridades contra seu ativismo, como Tupac Shakur.